# Dieter Bertholdt
Dieter Bertholdt (* 20. Juli 1935 in Dresden; † 10. Juni 2023 in Berlin) war ein deutscher Schachspieler.

## Leben
Dieter Bertholdt war Diplom-Mathematiker und arbeitete unter anderem im Flugzeugbau. Nach 1962 widmete sich Dieter Bertholdt in Berlin der künstlichen Intelligenz. Er arbeitete in der computergestützten Rechentechnik bei der Akademie der Wissenschaften, der Zentralverwaltung für Statistik und 1972 bis 2000 im Rechenzentrum der Humboldt-Universität.
Seine stärkste Phase als Schachspieler hatte er von 1955 bis 1962. Nach einer 25-jährigen Pause nahm er das Schachspielen erst Ende der 1980er-Jahre wieder auf.

## Erfolge

### Nationalmannschaft
Zwischen 1956 und 1960 war er fester Bestandteil der Nationalmannschaft der DDR bei den jährlich stattfindenden Studentenolympiaden. In den 49 Spielen, die er auf Studentenolympiaden absolvierte, erreichte er 29 Punkte (+21 =16 −12). Zu seinen großen Erfolgen gehörten bei diesen Veranstaltungen 1957 in Reykjavík Remis-Partien gegen Nikolay Minev und Boris Spasski, der damals schon den Großmeister-Titel trug, 1958 in Warna eine Remis-Partie gegen Buchuti Gurgenidse sowie 1960 in Leningrad unter anderem ein Sieg gegen Joop van Oosterom.
Bei der Schacholympiade 1958 in München spielte er an Brett vier der DDR-Nationalmannschaft, die ferner aus dem damaligen Internationalen Meister Wolfgang Uhlmann am Spitzenbrett sowie Burkhard Malich, Sieghart Dittmann, Reinhart Fuchs und Wolfgang Pietzsch bestand. In der Vorrunde erreichte die DDR gegen die mit den beiden Großmeistern László Szabó und Gedeon Barcza angetretenen Ungarn ein überraschendes 2:2, wobei Dieter Bertholdt ein beachtliches Remis gegen Lajos Portisch erreichte (siehe Partiebeispiel). Portisch haderte mit sich, weil er den Gewinn ausgelassen hatte und sein Team dadurch in der Vorrunde ausgeschieden war. Die DDR stand dagegen in der Endrunde. Diese wurde von der UdSSR klar dominiert und man verschonte auch den Klassenbruder nicht: Mit 4:0 wurde die DDR demontiert und Dieter Bertholdt unterlag dem späteren Weltmeister Michail Tal. Trotzdem sprang am Ende der sechste Platz heraus. Dieter Bertholdt verlor bei diesem Turnier neben Tal nur noch gegen Borislav Ivkov und Jonathan Penrose, hatte bei seinen restlichen Partien jedoch eine positive Bilanz.
Bei der Schacholympiade 1960 in Leipzig gehörte er zuerst zum erweiterten Aufgebot des DSV. Da er aus beruflichen Gründen kaum Vorbereitungszeit hatte und bei einem Trainingsturnier in Bad Salzungen ein schlechtes Ergebnis erspielte, erhielt Werner Golz für die Olympiade den Vorzug.

### Mannschaften, Einzelturniere und Rating
Der erste Verein Dieter Bertholdts war 1949 die SG Mickten in Dresden, in der zu diesem Zeitpunkt auch Wolfgang Uhlmann Mitglied war. Von dort wechselte er zur BSG Rotation Dresden, wurde dann jedoch von dort gemeinsam mit Wolfgang Uhlmann sowie den Geschwistern Rudolf und Edith Keller zum neugegründeten Sportclub Einheit Dresden delegiert. Mit dem SC Einheit holte er 1957, 1958 und 1962 den DDR-Meistertitel. 1962 zog er sich vom Schachsport zurück. Erst 1987 spielte er wieder, und zwar am ersten Brett der HSG Humboldt-Universität Berlin. Später spielte er bis zur Saison 2017/18 an vorderen Brettern des SV Turbine Berlin e. V. in der Berliner Mannschaftsmeisterschaft.
Große Erfolge bei Einzelturnieren hatte er bei DDR-Einzelmeisterschaften. Bei der 6. DDR-Meisterschaft, die 1956 in Leipzig ausgetragen wurde, erzielte er 9,5 Punkte aus 15 Partien und belegte den dritten Platz. Bei der folgenden DDR-Meisterschaft in Sömmerda 1957 wurde er Zweiter.
Seine beste historische Elo-Zahl war 2514 im November 1958.

## Partiebeispiel
|   | a | b | c | d | e | f | g | h |   |
| 8 |   |   |   |   |   |   |   |   | 8 |
| 7 |   |   |   |   |   |   |   |   | 7 |
| 6 |   |   |   |   |   |   |   |   | 6 |
| 5 |   |   |   |   |   |   |   |   | 5 |
| 4 |   |   |   |   |   |   |   |   | 4 |
| 3 |   |   |   |   |   |   |   |   | 3 |
| 2 |   |   |   |   |   |   |   |   | 2 |
| 1 |   |   |   |   |   |   |   |   | 1 |
|   | a | b | c | d | e | f | g | h |   |

Endstellung nach 56. … Tc3xh3
Nach einer Niederlage gegen Lajos Portisch bei der Studentenweltmeisterschaft 1957 in Reykjavík traf Bertholdt bei der Schacholympiade 1958 in der sechsten Runde der Gruppenphase erneut auf den Ungarn. Die favorisierte ungarische Mannschaft kam über ein 2:2 gegen die DDR nicht hinaus und schied nach neun Runden in der Gruppenphase aus, während sich die DDR für die Endrunde qualifizierte.

1. d2–d4 Sg8–f6 2. c2–c4 e7–e6 3. Sb1–c3 Lf8–b4 4. Lc1–g5 h7–h6 5. Lg5–h4 c7–c5 6. d4–d5 b7–b5 7. e2–e4 b5xc4 8. Lf1xc4 Lc8–b7 9. Sg1–e2 e6xd5 10. Lc4xd5 Lb7xLd5 11. Lh4xSf6 Dd8xLf6 12. Dd1xLd5 Sb8–c6 13. 0–0 0–0 14. Ta1–c1 Ta8–c8 15. Tf1–d1 Tf8–d8 16. Dd5–b3 Lb4xSc3 17. Db3xLc3 Df6–e6 18. Dc3–c4 d7–d6 19. f2–f3 Tc8–b8 20. Td1–d2 Kg8–f8 21. Dc4–a4 Sc6–e5 22. Se2–f4 De6–d7 23. Da4xDd7 Td8xDd7 24. b2–b3 Tb8–d8 25. Sf4–d5 Se4–c5 26. Sd5–e3 Sc6–e7 27. Tc1–d1 Kf8–e8 28. Kg1–f2 h6–h5 29. Kf2–g3 f7–f6 30. Kg3–h4 g7–g6 31. f3–f4 Ke8–f7 32. Se3–c4 Kf7–e6 33. Kh4–g3 f6–f5 34. e4–e5 d6–d5 35. Sc4–b2 Td7–c7 36. Td1–c1 Td8–c8 37. Td2–c2 Tc7–c6 38. Kg3–f3 h5–h4 39. Kf3–e3 a7–a6 40. Sb2–a4 d5–c4 41. Ke3–d4 c4xb3 42. Sa4–c5+ Ke6–f7 43. a2xb3 Tc8–b8 44. Kd4–e3 Tb8–b4 45. Tc2–a2 d5–d4+ 46. Ke3–d2 Tb4–b5 47. Sc5–d3 Tb5xb3 48. Tc1xTc6 Se7xTc6 49. Sd3–c4 Tb3–c3 50. Sc5xa6 g6–g5 51. Sa6–c7 Sc6xe5 52. f4xSe5 Tc3xSc7 53. Ta2–a6 f5–f4 54. Kd2–d3 h4–h3 55. g2xh3 Tc7–c3+ 56. Kd3xd4 Tc3xh3 remis.